# Flughafen Sultan Abdul Halim, Alor Star

i7
i11
i13
Der Flughafen Sultan Abdul Halim, Alor Star (malaiisch: Lapangan Terbang Sultan Abdul Halim) ist ein Flughafen im Norden Malaysias.
Er befindet sich im Bundesstaat Kedah, rund dreizehn Kilometer nördlich dessen Hauptstadt Alor Setar.
Namensgeber des Flughafens ist der Herrscher des Bundesstaates, Sultan Abdul Halim Mu’adzam Shah.
Der Flughafen wird von den Fluggesellschaften AirAsia, Firefly und Malaysia Airlines bedient, die Direktflüge zum Flughafen Kuala Lumpur und zum Flughafen Kuala Lumpur-Sultan Abdul Aziz Shah anbieten (Stand Oktober 2013).